# Hibiscus insularis
Espèce
Classification phylogénétique
Statut de conservation UICN

 CR  : 
En danger critique
Hibiscus insularis est une espèce végétale de la famille des Malvacées endémique de l'île Philipp, une petite île au sud de l'île Norfolk au nord de la Nouvelle-Zélande.
Il donne, pendant la plus grande partie de l'année, des fleurs rose-verdâtre qui deviennent mauve en se fanant.
Cette espèce est classée comme en danger critique d'extinction par la législation sur l'environnement du gouvernement fédéral australien.

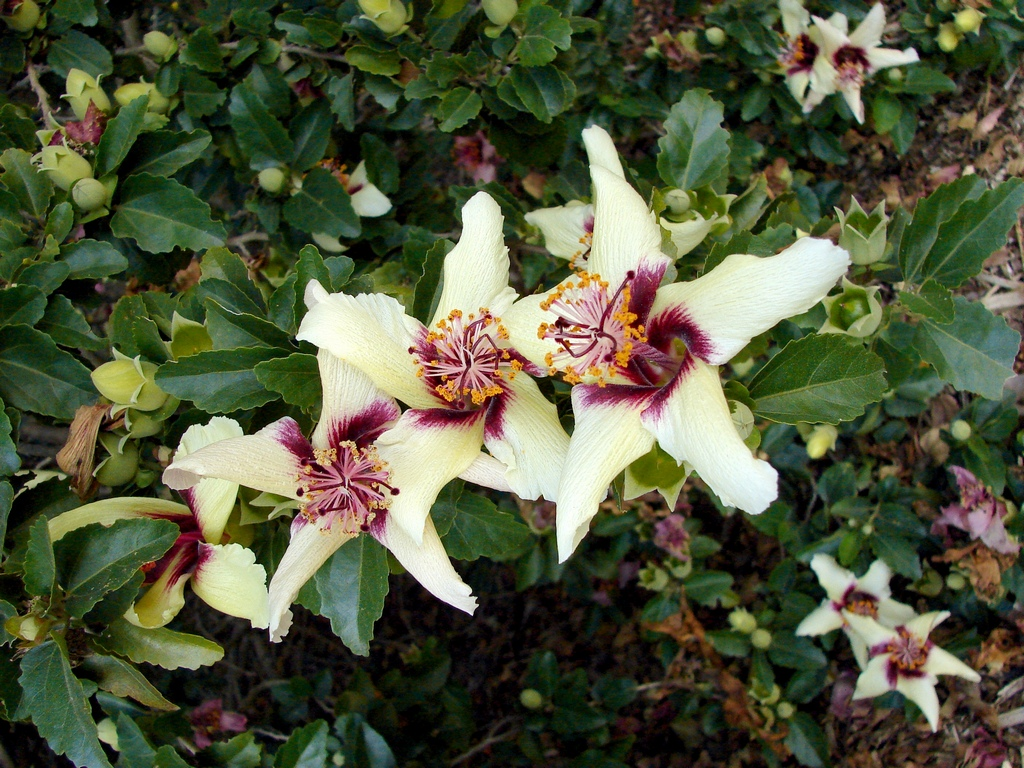
Fleur d’Hibiscus insularis
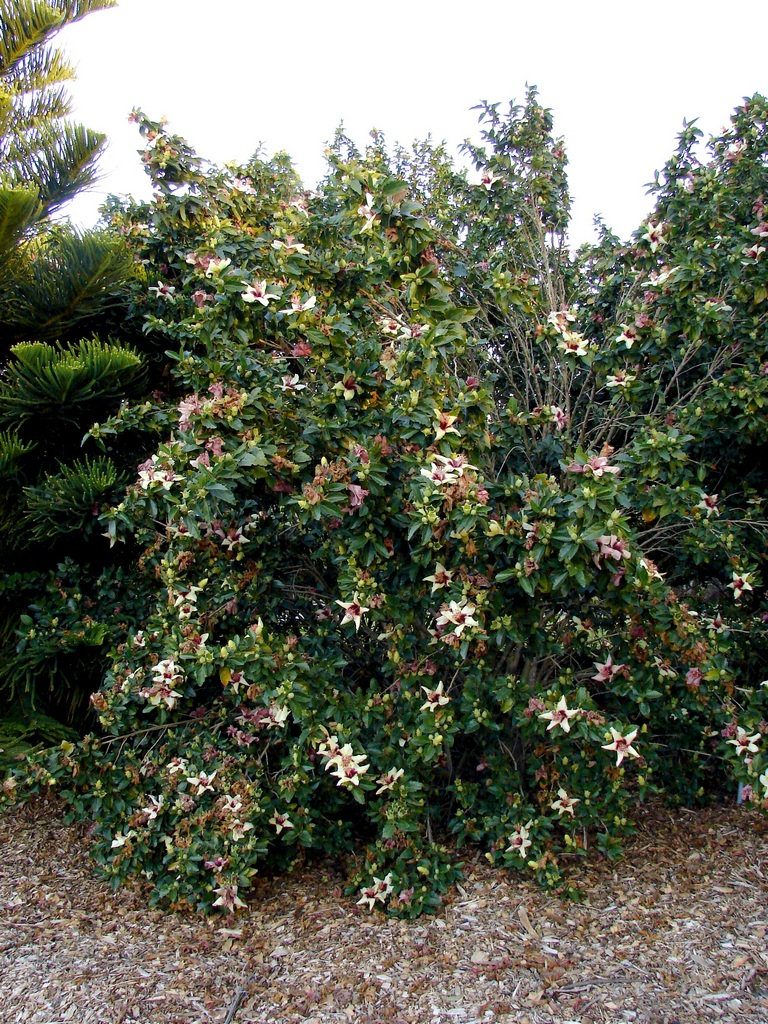
Hibiscus insularis en pied